# Gelmin Rivas
Gelmin "Kan-Kan" Rivas (Cumaná, Estado Sucre, Venezuela, 23 de marzo de 1989) es un futbolista venezolano que juega como delantero en el Deportivo La Guaira de la Primera División de Venezuela.

## Trayectoria

### Fundación Cesarger
Gelmin Rivas empezó tarde en el fútbol, a la edad de 17 años, luego de jugar béisbol amateur. Debutó en el equipo sucrense Fundación Cesarger. Junto al equipo, disputó la final 2008-09 de la extinta Segunda División B de Venezuela. Participó en la final que su equipo jugó ante el Unión Atlético San Antonio, anotando los dos goles de su equipo.

### Deportivo Anzoátegui
El exentrenador de la selección nacional César Farías, lo llevó al Deportivo Anzoátegui en el año 2009. Allí duró tres años, donde marcó 30 goles en 63 partidos. Disputó la Copa Sudamericana.

### Deportivo Táchira
En el Torneo Clausura 2013 saltó al Deportivo Táchira FC. Fue campeón en 2015 y goleador de la temporada con 19 goles.

### Al-Ittihad
Fue vendido en 2015 por 2 millones de dólares al Ittihad FC de Arabia Saudita. En este fue goleador anotando 19 goles en 24 partidos disputados.

### Al-Sharjah
En 2016 llega a este club de los Emiratos Árabes, donde tuvo una gran actuación y marcó 13 goles en 26 partidos.

### Al-Hilal
Llega al club en 2017 por 1 millón de dólares donde se mantiene vinculado actualmente, con 15 partidos jugados y 9 goles.

### Al Rayyan
En febrero de 2019 se confirmó su pase al Al-Rayyan SC de la liga de fútbol de Catar.

## Selección nacional
Luego de sus excelentes actuaciones, debutó en la selección nacional el 30 de mayo de 2010, entrando en el minuto 90 por Miku, ante la selección de Canadá. Su segundo partido, fue de titular el 15 de noviembre de 2012 ante Nigeria, jugando 65 minutos.
Entró en la plantilla de 23 jugadores para la Copa América 2015.

## Clubes
| Club                 | País                   | Año       |
| -------------------- | ---------------------- | --------- |
| Fundación Cesarger   | Venezuela              | 2008      |
| Deportivo Anzoátegui | Venezuela              | 2019-2013 |
| Deportivo Táchira    | Venezuela              | 2013-2015 |
| Al-Ittihad           | Arabia Saudita         | 2015-2016 |
| Sharjah              | Emiratos Árabes Unidos | 2016-2017 |
| Al-Hilal             | Arabia Saudita         | 2017-2018 |
| Al-Rayyan            | Catar                  | 2019      |
| Boston River         | Uruguay                | 2019      |
| Ankaragücü           | Turquía                | 2020      |
| D.C. United          | Estados Unidos         | 2020      |
| Al-Shorta            | Irak                   | 2021      |
| Águilas Doradas      | Colombia               | 2021      |
| Al-Khaldiya          | Baréin                 | 2022      |
| Deportivo la Guaira  | Venezuela              | 2023-2024 |

## Estadísticas
Actualizado al último partido disputado el 8 de noviembre de 2020.
| Deportivo Anzoátegui · Venezuela |               |               |     |     |    |   |    |    |     |     |
| 1.ª | 2009-10       | 13            | 3   | -   | -  | 1 | 0  | 14 | 3   |     |
| 1.ª | 2010-11       | 23            | 4   | -   | -  | - | -  | 23 | 4   |     |
| 1.ª | 2011-12       | 25            | 8   | -   | -  | 4 | 0  | 29 | 8   |     |
| 1.ª | 2012-13       | 16            | 8   | -   | -  | - | -  | 16 | 8   |     |
| Total club | Total club    | 77            | 23  | 0   | 0  | 5 | 0  | 82 | 0   |     |
| Deportivo Táchira · Venezuela |               |               |     |     |    |   |    |    |     |     |
| 1.ª | 2012-13       | 14            | 3   | -   | -  | - | -  | 14 | 3   |     |
| 1.ª | 2013-14       | 31            | 17  | -   | -  | - | -  | 31 | 17  |     |
| 1.ª | 2014-15       | 31            | 20  | -   | -  | 7 | 2  | 38 | 22  |     |
| Total club | Total club    | 76            | 40  | 0   | 0  | 7 | 2  | 83 | 42  |     |
| Al-Ittihad Arabia Saudita |               |               |     |     |    |   |    |    |     |     |
| 1.ª | 2015-16       | 25            | 19  | 2   | 0  | 6 | 4  | 33 | 23  |     |
| 1.ª | 2016-17       | 0             | 0   | 1   | 0  | - | -  | 1  | 0   |     |
| Total club | Total club    | 25            | 19  | 3   | 0  | 6 | 1  | 34 | 23  |     |
| Sharjah · Emiratos Árabes Unidos |               |               |     |     |    |   |    |    |     |     |
| 1.ª | 2016-17       | 26            | 13  | 7   | 4  | - | -  | 33 | 17  |     |
| Total club | Total club    | 26            | 13  | 7   | 4  | 0 | 0  | 33 | 17  |     |
| Al-Hilal Arabia Saudita |               |               |     |     |    |   |    |    |     |     |
| 1.ª | 2016-17       | 23            | 7   | 0   | 0  | - | -  | 23 | 7   |     |
| 1.ª | 2017-18       | 13            | 3   | 3   | 2  | - | -  | 16 | 5   |     |
| Total club | Total club    | 36            | 10  | 3   | 2  | 0 | 0  | 39 | 12  |     |
| Al-Rayyan Catar |               |               |     |     |    |   |    |    |     |     |
| 1.ª | 2018-19       | 7             | 4   | -   | -  | 6 | 6  | 13 | 10  |     |
| Total club | Total club    | 7             | 4   | 0   | 0  | 6 | 6  | 13 | 10  |     |
| Boston River · Uruguay |               |               |     |     |    |   |    |    |     |     |
| 1.ª | 2019          | 8             | 2   | -   | -  | - | -  | 8  | 2   |     |
| Total club | Total club    | 8             | 2   | 0   | 0  | 0 | 0  | 8  | 2   |     |
| Ankaragücü Turquía |               |               |     |     |    |   |    |    |     |     |
| 1.ª | 2019-20       | 7             | 1   | -   | -  | - | -  | 7  | 1   |     |
| Total club | Total club    | 7             | 1   | 0   | 0  | 0 | 0  | 7  | 1   |     |
| D. C. United Estados Unidos |               |               |     |     |    |   |    |    |     |     |
| 1.ª | 2020          | 13            | 2   | -   | -  | - | -  | 13 | 2   |     |
| Total club | Total club    | 13            | 2   | 0   | 0  | 0 | 0  | 13 | 2   |     |
| Total carrera | Total carrera | Total carrera | 275 | 114 | 13 | 6 | 24 | 9  | 312 | 129 |
| (1) Incluye datos de la Copa Real del Príncipe, Supercopa de Arabia Saudita y la Copa de los Emiratos (2) Incluye datos de la Copa Sudamericana, la Copa Libertadores y la Liga de Campeones de la AFC |               |               |     |     |    |   |    |    |     |     |

## Palmarés

### Títulos nacionales
| Título                      | Club                 | País           | Año       |
| --------------------------- | -------------------- | -------------- | --------- |
| Copa de Venezuela           | Deportivo Anzoátegui | Venezuela      | 2012      |
| Primera División            | Deportivo Táchira    | Venezuela      | 2014-15   |
| Liga Profesional Saudí      | Al-Hilal             | Arabia Saudita | 2017-18   |
| Supercopa de Arabia Saudita | Al-Hilal             | Arabia Saudita | 2018-19   |
| Copa del Rey de Baréin      | Al-Khaldiya SC       | Baréin         | 2021-2022 |